# Kárffy Titusz
Kárffy Titusz (Karpf Titusz, Körmöcbánya, 1825. március 21. – Budapest, 1895. március 26.) ügyvéd, miniszteri tanácsos.

## Élete
Körmöcbányán született, hol atyja a sóhivatal főtisztviselője volt. Hároméves korában elvesztette atyját; azután anyjával és testvéreivel átköltözött Győrbe; itt végezte a gimnázium hat osztályát és az akadémián a két évi bölcseleti tanfolyamot; a jogot is ott és a pesti egyetemen hallgatta. Megszerezte az ügyvédi oklevelet. Mivel szegény volt, már Győrött is, azután Pesten és Budán magántanítással kereste meg kenyerét. Az 1840-es évek elején, midőn tiszteletbeli gyakornok volt a magyar királyi helytartóságnál, mint magántanító eljutott Lenhossék tanácsos házához, kinek fiát és két leányát tanította s egyik növendékét, Lenhossék Lujzát 1849. április 28-án nőül vette. 1848-ban Eötvös József kultusz- és közoktatási miniszter felvette ama tizenkét magyar ifjú közé, akiket államköltségen külföldi egyetemekre küldött, hogy aztán, ha szakbeli tanulmányaik befejezése után visszatérnek az országba, tanárok legyenek. A Németországban kitört forradalom miatt nem mehettek el rendeltetésük helyére és miután Eötvös József külföldre utazott, Kárffy miniszteri fogalmazó lett a magyar hadügyminisztériumban Lahner György generális mellett. E minőségben szolgált Debrecenben, Nagyváradon és máshol is egész Világosig. 1850-ben a Tisza-szabályozás központi választmányának titkára lett. 1861 januárjában a Majláth György elnöksége alatt újra életbe léptetett helytartótanács tagja lett, 1862-ben a király a helytartótanács titkárává nevezte ki. Az alkotmány helyreállítása után Eötvös József kultuszminiszter kinevezte elnöki titkárnak, 1868 februárjában a király osztálytanácsosnak nevezte ki. 1873-ban megkapta a miniszteri tanácsosi címet és rangot; ugyanabban az évben érdemei elismeréseűl a Vaskorona-rend III. osztályával tüntették ki. 1885. február 25-én valóságos miniszteri tanácsos lett, 1891. április 27-én nyugdíjazták; nyugdíjba vonulása alkalmából a Szent István-rend kiskeresztjével tüntették ki.
Családi nevét - mely eredetileg Karpf volt - 1845-ben változtatta Kárffyra.
A régi Krisztinavárosi temetőben helyezték örök nyugalomra. Felesége Lenhossék Lujza 1886-ban hunyt el.
Német költeményei jelentek meg az Irisben és Ungarban (40-es években). Cikkei a Délibábban (1853. Magyar dramaturgia 1794.); a Pesti Naplóban (1855. 111., 113., 114. cz. Földindulások, Humboldt Kosmosából; 1876. 308. sz. esti k. A Petőfitársaság feladatairól); a Fővárosi Lapokban (1878. 28. sz. Eötvös József emlékezete.).

## Munkái
1. Die guten alten Táblabiró's. Roman von Maurus Jókai. Deutsch von ... Pest, 1856. két kötet. (Belletristisches Lese-Cabinet der magyarischen Literatur 1-8.)
2. Cazaux András. Rajz a délamerikai pampaszokból. Ébelot Alfréd után ford. Bpest, 1882. (Olcsó Könyvtár 139.)
3. Leonarda, szinmű 4 felv. Irta Björnsterne Björnson, ford. Uo. 1888. (Olcsó Könyvtár 249. Először adatott a budapesti nemzeti szinházban 1879. dec. 10.)

Kéziratban: Magdolna, dráma négy felvonásban, írta W. Collins és C. Whexel, angolból ford. (először játszották a Nemzeti Szinházban 1879. márc. 28-án)